# Encinillas
Encinillas – gmina w Hiszpanii, w prowincji Segowia, w Kastylii i León, o powierzchni 8,27 km². W 2011 roku gmina liczyła 232 mieszkańców.